# Dennis Jastrzembski
Dennis Jastrzembski (* 20. Februar 2000 in Rendsburg) ist ein polnisch-deutscher Fußballspieler. Der Linksaußen steht bei Fortuna Düsseldorf unter Vertrag.

## Karriere

### Vereine
Jastrzembski stammt aus der Jugend des TSV Kropp und wechselte über Holstein Kiel zur Saison 2014/15 in das Nachwuchsleistungszentrum von Hertha BSC. Dort spielte er in seiner ersten Spielzeit mit den C1-Junioren (U15) in der C-Junioren-Regionalliga Nordost. Zur Saison 2015/16 rückte er direkt zu den B1-Junioren (U17) auf, mit denen er in der B-Junioren-Bundesliga aktiv war. Zudem spielte er vereinzelt bei den B2-Junioren (U16) in der B-Junioren-Regionalliga Nordost. In der Saison 2016/17 kam Jastrzembski neben Einsätzen für die U17 bereits einige Male mit den A-Junioren (U19) in der A-Junioren-Bundesliga. Zur Saison 2017/18 rückte er fest in die U19 auf und wurde am Saisonende deutscher A-Junioren-Meister.
Zur Saison 2018/19 erhielt Jastrzembski seinen ersten Profivertrag und rückte in den Profikader von Pál Dárdai auf. Unter Dárdai kam er zu 5 Einwechslungen in der Bundesliga sowie zu einer Einwechslung im DFB-Pokal. Jastrzembski spielte daneben überwiegend in der U19, für die er in dieser Spielzeit letztmals spielberechtigt war, in der A-Junioren-Bundesliga und der UEFA Youth League. Zudem kam er zu 2 Einsätzen in der zweiten Mannschaft in der viertklassigen Regionalliga Nordost.
In der Sommervorbereitung 2019 wurde Jastrzembski vom neuen Cheftrainer Ante Čović aussortiert und in die zweite Mannschaft versetzt. Auch unter dem neuen Trainer Jürgen Klinsmann spielte Jastrzembski keine Rolle, der nicht mit in das Wintertrainingslager reiste und bei der zweiten Mannschaft verblieb. Nach 11 Regionalligaeinsätzen, in denen er ein Tor erzielte, wechselte Jastrzembski Ende Januar 2020 für eineinhalb Jahre auf Leihbasis zum Bundesliga-Aufsteiger SC Paderborn 07. Er kam bis zum Ende der Saison 2019/20 unter dem Cheftrainer Steffen Baumgart auf 6 Bundesligaeinsätze (einmal von Beginn) und stieg mit der Mannschaft in die 2. Bundesliga ab.
Nachdem Jastrzembski in der Hinrunde der Saison 2020/21 lediglich 3-mal eingewechselt worden war, wurde er Ende Januar 2021 bis zum Saisonende an den Drittligisten SV Waldhof Mannheim weiterverliehen. Dort kam er unter Patrick Glöckner 15-mal (11-mal in der Startelf) zum Einsatz und erzielte ein Tor.
Zur Saison 2021/22 kehrte Jastrzembski zu Hertha zurück und gehörte wieder dem Profikader an. In der Hinrunde kam er unter Pál Dárdai auf 8 Einsätze (1-mal von Beginn), als Tayfun Korkut die Mannschaft zum 14. Spieltag übernahm, kam Jastrzembski zu keinem weiteren Einsatz. Zudem spielte er 2-mal in der Regionalliga Nordost.
Ende Januar 2022 wechselte er ablösefrei nach Polen zu Śląsk Wrocław.
Ende August 2023 wechselte er zurück nach Deutschland zum Zweitligisten Fortuna Düsseldorf.

### Nationalmannschaft
Jastrzembski absolvierte im Jahr 2015 insgesamt 8 Länderspiele für polnische Jugendnationalmannschaften. Ab Februar 2016 durchlief er die Jugendauswahlen des DFB. Mit der U17-Nationalmannschaft spielte Jastrzembski im Mai 2017 bei der U17-Europameisterschaft in Kroatien und erreichte mit ihr das Halbfinale. Im Oktober 2017 nahm er mit dem Team an der U17-Weltmeisterschaft in Indien teil, bei der die Mannschaft bis ins Viertelfinale kam. Am 26. März 2018 absolvierte Jastrzembski bei der 2:4-Niederlage gegen Frankreich sein erstes Spiel für die U18-Nationalmannschaft. Im Oktober 2020 kam er einmal für die polnische U21 zum Einsatz.

## Erfolge
- Deutscher A-Junioren-Meister: 2018
- Meister der A-Junioren-Bundesliga Nord/Nordost: 2018